# Constanter et non trepide
La locuzione latina constanter et non trepide (lett. Costantemente e senza trepidare) è utilizzata come incoraggiamento ed esortazione alla tenacia e alla pazienza nelle azioni. È utilizzata come motto della Casa Editrice Giuseppe Laterza e figli, come autoesortazione a non vacillare e a non aver timori.